# David Street
David Street (13 de diciembre de 1917 – 3 de septiembre de 1971) fue un cantante y actor de nacionalidad estadounidense, activo en las décadas de 1940 y 1950.

## Biografía

### Carrera
Su verdadero nombre era Patrick Devlin, y nació en Los Ángeles, California. Cuando estudiaba en el instituto formó parte de un trío que cantaba en teatros locales.
Street fue cantante en los programas radiofónicos Harry Einstein#Meet Me at Parky's y The Sealtest Village Store.
En los años 1940, Street tuvo dos programas radiofónicos propios. The David Street Song Shop fue producido por Louis G. Cowan, Inc, y David Street Sings, fue realizado por Sam Kerner Productions.
En 1948 tuvo un programa, patrocinado por Cardinet Candy, en la cadena de emisoras NBC West Coast.
Street tocaba vatrios instrumentos y trabajó con las orquestas de Hal Grayson, Al Lyons y Irving Aaronson, además de tener un grupo propio. También pudo cantar junto a Bob Crosby y Freddie Slack, y en los años 1940 grabó para RCA Records, siendo considerado como un popular cantante crooner.
En el año 1942, Street fue contratado por Universal Studios, pasando en 1945 a 20th Century Fox.
A pesar de que Street actuó en algunas películas, como en An Angel Comes to Brooklyn (1945), no alcanzó el éxito, pues según escribió Laura Wagner en la revista Films of the Golden Age (verano de 2015), tenía buena presencia y cantaba con una voz agradable, pero carecía de verdadera personalidad ante la cámara.
Street también participó en programas televisivos producidos por Philco en 1947, utilizando lo que aparentemente era una temprana versión de la sincronía de labios, según un artículo de la revista Variety del 10 de septiembre de 1947.
Street también tuvo shows propios en emisoras de Nueva York y Cincinnati, además de dos en KCOP-TV de Los Ángeles. También participó en Melody, Inc., Make Me Sing It, Manhattan Penthouse, The Arthur Murray Party y Broadway Open House.

### Vida personal
Street se casó con Mary Frances Wilhite en 1942. Tuvieron un hijo, David, divorciándose la pareja en Juárez, México. Después se casó con la actriz Lois Andrews, el 27 de octubre de 1945, una unión que fue anulada en abril de 1946.
El 28 de abril de 1948 Street se casó con la actriz Mary Beth Hughes, divorciándose el 23 de enero de 1956. Su matrimonio con la actriz Sharon Lee duró solamente 26 días, desde el 14 de diciembre de 1957 hasta el 8 de enero de 1958, día del divorcio.
La quinta esposa de Street fue la actriz Debra Paget, con la que se casó el 14 de enero de 1958, anulándose el matrimonio el 10 de abril de 1958.
Finalmente, en octubre de 1958 se casó con la cantante Elaine Perry, con la que tuvo una hija en 1968.
David Street falleció a causa de un cáncer en 1971, en el Hospital Valley Presbyterian de Van Nuys, California. Tenía 53 años de edad.